# Céline Dion chante Noël
Albums de Céline Dion
La Voix du Bon Dieu
(1981) Tellement j'ai d'amour…
(1982)
Céline Dion chante Noël est le deuxième album de Céline Dion, sorti le 30 novembre 1981.

## Historique
Sorti à peine trois semaines après le tout premier disque de la chanteuse, Céline Dion chante Noël est l'album original le plus rare de la chanteuse. Distribué exclusivement au Québec, aucun single n'en a été extrait et il est le seul de sa discographie à ne pas avoir été certifié au moins disque d'or au Canada. Réalisé et produit simultanément avec La Voix du Bon Dieu, il connaît un succès moindre.
Il s'inscrit dans la tradition des chants de Noël interprétés par des chanteurs, dont un exemple est White Christmas interprété par Bing Crosby en 1942. Ce titre est d'ailleurs repris par Dion en français, sous le titre de "Noël Blanc" à la 6e piste.

## Liste des titres
| No  | Titre                                | Auteur                                          | Durée |
| --- | ------------------------------------ | ----------------------------------------------- | ----- |
| 1.  | Glory Alleluia                       | André Pascal                                    | 3:33  |
| 2.  | Le P'tit Renne au nez rouge          | Johnny Marks                                    | 2:25  |
| 3.  | Petit Papa Noël                      | Henri Martinet, Raymond Vincy                   | 3:04  |
| 4.  | Douce nuit, sainte nuit              | Adolphe Adam, John S. Dwight, Joseph Mohr       | 2:42  |
| 5.  | Les Enfants oubliés                  | Gilbert Bécaud                                  | 2:54  |
| 6.  | Noël blanc                           | Irving Berlin                                   | 2:43  |
| 7.  | Père Noël arrive ce soir             | Fred J. Coates, Haven Gillespie                 | 1:56  |
| 8.  | J'ai vu maman embrasser le père Noël | Tommy Conner                                    | 2:39  |
| 9.  | Promenade en traîneau                | Leroy Anderson, Mitchell Parish, Jacques Plante | 2:50  |
| 10. | Joyeux Noël                          | Mel Torme, Robert Wells                         | 2:50  |

## Distribution
| Pays   | Date            | Label         | Format   | Catalogue  |
| ------ | --------------- | ------------- | -------- | ---------- |
| Canada | 9 novembre 1981 | Super Étoiles | Disque   | SPE 4102   |
| Canada | 9 novembre 1981 | Super Étoiles | Cassette | 16-SP 1901 |

## Classements
| Charte                | Position | Certifié | Ventes |
| --------------------- | -------- | -------- | ------ |
| Canadian Albums Chart | —        | —        | 25 000 |